# Il gatto con gli stivali (film 1922)
Il gatto con gli stivali (Puss in Boots) è un film del 1922 diretto da Walt Disney. È il sesto cortometraggio d'animazione della serie Laugh-O-Grams, prodotto da Disney con la sua prima società Laugh-O-Gram Studio e uscito negli Stati Uniti il 3 novembre 1922, distribuito da Leslie B. Mace. Il film, liberamente ispirato all'omonima fiaba, fu rieditato in versione sonora col titolo The Cat's Whiskers.

## Trama
Nella città di Kingville, un comune ragazzo va a trovare la principessa di cui si è innamorato (ricambiato). Con lui c'è la sua gatta, innamorata del gatto bianco che serve come autista reale (anche in questo caso il sentimento è reciproco). Tuttavia il re si oppone a entrambe le relazioni e caccia via dal palazzo il ragazzo e la gatta. I due entrano in un cinema a vedere un film con Rodolfo Vaselino nei panni di un torero. Il film fa venire in mente alla gatta un piano che consentirà al suo padrone di vincere la mano della principessa. Ma la gatta chiede prima un premio per i suoi servizi: un paio di stivali.
Il duo organizza uno spettacolo di corrida, con il ragazzo come torero mascherato. Il piano della gatta è quello di utilizzare una macchina ipnotica per controllare il toro e impressionare il re. Il vero combattimento finisce per coinvolgere una lotta più fisica ma il ragazzo riesce a vincere. Il re rimane tanto colpito da offrire la mano di sua figlia al torero mascherato.
Poco dopo il re vuole conoscere l'identità del suo futuro genero. È quindi infuriato nello scoprire il ragazzo che non gli piace dietro la maschera del torero. Ma il ragazzo fugge insieme alla principessa e ai due gatti sull'auto reale mentre il re tenta invano di inseguirli a piedi.

## Distribuzione

### Edizioni home video
Il cortometraggio è visibile integramente nel documentario interattivo Dietro la bella: Storie inedite dietro la creazione de La bella e la bestia, incluso nel secondo disco dell'edizione a due Blu-ray Disc de La bella e la bestia uscita in America del Nord il 6 ottobre 2010 e in Italia il 1º dicembre. Il film è presentato virato in seppia e con una nuova colonna sonora.